# Dongbang (köpinghuvudort i Kina, Jiangsu Sheng, lat 31,65, long 120,93)
Dongbang är en köpinghuvudort i Kina. Den ligger i provinsen Jiangsu, i den östra delen av landet, omkring 210 kilometer öster om provinshuvudstaden Nanjing. Antalet invånare är 55 591. Befolkningen består av 28 506 kvinnor och 27 085 män. Barn under 15 år utgör 8,0 %, vuxna 15-64 år 72 %, och äldre över 65 år 18,0 %.
Runt Dongbang är det tätbefolkat, med 947 invånare per kvadratkilometer. Närmaste större samhälle är Changshu City, 17,4 km väster om Dongbang. Trakten runt Dongbang består till största delen av jordbruksmark.
Genomsnittlig årsnederbörd är 1 488 millimeter. Den regnigaste månaden är juli, med i genomsnitt 228 mm nederbörd, och den torraste är januari, med 46 mm nederbörd.